# ボクちゃん
ボクちゃんは、1956年5月1日から1958年3月11日までNHKテレビで放送された人形劇である。小学校1・2年、生活指導向け学校放送番組。

## 放送時間
| 期間                   | 放送時間             |
| ---------------------- | -------------------- |
| 1956年5月 - 1956年12月 | 火曜日 11:30 - 11:50 |
| 1957年1月 - 1957年07月 | 水曜日 11:30 - 11:50 |
| 1957年9月 - 1958年03月 | 火曜日 11:10 - 11:30 |

## 放送リスト
| 回 | タイトル           | 脚本       | 放送日         |
| -- | ------------------ | ---------- | -------------- |
| 1  | なきむしけむし     | 青木輝     | 1956年05月01日 |
| 2  | なくなったボール   | 青木輝     | 1956年05月29日 |
| 3  | なつがくる         | 青木輝     | 1956年06月26日 |
| 4  | なかよしこよし     | 青木輝     | 1956年09月18日 |
| 5  | まいごはだあれ     | 青木輝     | 1956年10月16日 |
| 6  | がんばれ、がんばれ | 青木輝     | 1956年11月13日 |
| 7  | さあたいへん       | 青木輝     | 1956年12月11日 |
| 8  | いってまいります   | 青木輝     | 1957年01月23日 |
| 9  | おてつだいするよ   | 青木輝     | 1957年02月06日 |
| 10 | こっちへおいでよ   | 竹内勇太郎 | 1957年02月20日 |
| 11 | じょうずだね       | 青木輝     | 1957年03月06日 |
| 12 | みんななかよしだね | 青木輝     | 1957年04月24日 |
| 13 | えんそくたのしいな |            | 1957年05月08日 |
| 14 | だいすきだよ       | 青木輝     | 1957年05月22日 |
| 15 | おむかえがきたよ   | 竹内勇太郎 | 1957年06月05日 |
| 16 | あそびにいくよ     | 青木輝     | 1957年06月19日 |
| 17 | のどがかわいたよ   | 竹内勇太郎 | 1957年07月03日 |
| 18 | おだんごたべよう   | 青木輝     | 1957年09月17日 |
| 19 | しっかりね         | 竹内勇太郎 | 1957年10月01日 |
| 20 | はやくいこうよ     | 青木輝     | 1957年10月15日 |
| 21 | おてつだいするよ   | 竹内勇太郎 | 1957年10月29日 |
| 22 | うまくかけたね     | 青木輝     | 1957年11月12日 |
| 23 | これだれの         | 竹内勇太郎 | 1957年11月26日 |
| 24 | おやへんだよ       | 青木輝     | 1957年12月10日 |
| 25 | さむくないよ       | 青木輝     | 1958年01月14日 |
| 26 | もうかえろうよ     | 竹内勇太郎 | 1958年01月28日 |
| 27 | じょうずだね       | 竹内勇太郎 | 1958年02月25日 |
| 28 | みんなげんきで     | 青木輝     | 1958年03月11日 |

## スタッフ
- 出演：柳沢よしたね
- 演出：伊達兼三郎
- 音楽：服部公一
- 劇団：劇団若草、劇団やまいも、劇団こまどり、劇団ちどり